# Cremnophila auranticiliella
Cremnophila auranticiliella är en fjärilsart som beskrevs av Émile Louis Ragonot 1893. Cremnophila auranticiliella ingår i släktet Cremnophila och familjen mott. Inga underarter finns listade i Catalogue of Life.